# リーフシトロン
リーフシトロンは、スターダストプロモーション所属のタレントで結成された女性アイドルグループ「3B junior」内の2人組ユニットである。

## 概要
リーフシトロンの結成日は2014年12月8日。葉月智子と栗本柚希によるマイペースな2人組デュオ。フォーキーな楽曲が特徴。。ユニット名であるリーフシトロンの語源は、葉月智子の名から採った「葉」の英訳「Leaf」と、栗本柚希の名から採った「柚」から派生した「柚子」の英訳「Citron」を組み合わせたもの。2018年10月6日をもって活動終了。2018年初頭から鈴木萌花と栗もえかでの活動が中心で実質的な活動はしていなかった。

## 最終メンバー
※ 活動開始から活動終了までメンバー変更はなかった。
| No. | 名前     | よみ            | ニックネーム | 生年月日              | 出身   | 備考        |
| --- | -------- | --------------- | ------------ | --------------------- | ------ | ----------- |
| 1   | 葉月智子 | はづき ともこ   | ちょもちゃん | 1998年5月12日（26歳） | 東京都 | [ 6 ] [ 7 ] |
| 2   | 栗本柚希 | くりもと ゆずき | くりりん     | 2000年10月5日（24歳） | 長崎県 | [ 8 ] [ 9 ] |